# Julio Palacios
Julio Palacios Martínez (Paniza, Zaragoza; 12 de abril de 1891 - Madrid; 21 de febrero de 1970) fue uno de los más relevantes físicos españoles.

## Biografía
Tras doctorarse en la Universidad Central de Madrid, Blas Cabrera le aconsejó que ampliase estudios en Leiden (Países Bajos), donde estudió las isotermas a baja temperatura correspondientes a los gases nobles. A su vuelta, se incorporó en el laboratorio de su mentor trabajando sobre la tensión superficial del mercurio y la corrección correspondiente de las lecturas barométricas. Además, investigó sobre la luminosidad de los rayos canales y sobre las substancias para y diamagnéticas.
En 1916 consiguió la cátedra de Termología de la Universidad de Madrid. Posteriormente investigó sobre las estructuras cristalinas por difracción de rayos X.
Su ingreso en la Real Academia de Ciencias Exactas, Físicas y Naturales fue el 8 de abril de 1932, con un discurso sobre Mecánica Cuántica. Al crearse el Instituto Nacional de Física y Química (1932), Palacios fue el director de la sección de rayos X.
Monárquico y católico, fue también colaborador científico del periódico El Debate. Con la llegada de la Segunda República, se integró en Acción Española así como en Renovación Española. Permaneció en Madrid durante la Guerra Civil protegido por su hermano Miguel, comandante médico del 5.º Regimiento. En la capital asediada, colaboró con la Quinta Columna y jugó un papel destacado como agente del SIPM franquista en las negociaciones con Segismundo Casado y Julián Besteiro entre febrero y marzo de 1939, previas al golpe de Estado contra el Gobierno de Negrín que precipitó el fin de la contienda. Franco lo recompensó con la Medalla de Campaña con distintivo de vanguardia.
Palacios perdería progresivamente el favor de la recién instaurada dictadura a partir de 1939, con la llegada de José Ibáñez Martín como ministro de Educación, y llegó a ser apartado de los tribunales de oposiciones «por imparcial». En marzo de 1945, tras adherirse al Manifiesto de Lausana promovido por Juan de Borbón, el régimen de Franco lo desterró a Almansa y lo destituyó de todos sus cargos (sería readmitido pocos meses después). Tras la guerra, Palacios había abandonado los estudios estructurales para interesarse por la Biología, desde un punto de vista físico. Fue nombrado director de la sección de Física del Instituto de Oncología de Lisboa (Portugal), compaginando su labor en Portugal con su trabajo en Madrid. En la última etapa de su vida desarrolló una crítica de la teoría de la relatividad, postulando un retorno a las nociones clásicas de tiempo y espacio absolutos. 
Ocupó varios cargos y perteneció a diversas instituciones: vocal de la Junta para Ampliación de Estudios, presidente de la Sociedad Española de Física y Química, miembro de la Real Academia de Ciencias Exactas, Físicas y Naturales, correspondiente de la Real Academia de Ciencias y Artes de Barcelona y de las Academias de Ciencias de Zaragoza, Buenos Aires, Córdoba (Argentina), Lisboa, Lima, Coímbra y Puerto Rico, así como miembro de la Real Academia de Medicina. En 1967 fue nombrado rector del International Center for Mechanical Sciences, con sede en Trieste y en Údine. En 1969 se le concede la medalla al mérito en el trabajo.
Su hija fue Charo Palacios, de profesión modelo y musa del diseñador Elio Berhanyer. Estuvo casada con Eduardo de Rojas, quinto conde de Montarco y fundador de Falange Española.

## Obras
Palacios publicó, aparte de un sinnúmero de artículos relativos a sus áreas de investigación, varios libros didácticos: Física para médicos (1931), Mecánica física (1942), Termodinámica y constitución de la materia (1942), Electricidad y magnetismo (1945), De la Física a la Biología (1947), Análisis dimensional (1956).